# クリストフ・ツィマーマン
- クリストフ・ツィンマーマン
- クリストフ・ジマーマン

クリストフ・ツィマーマン（Christoph Zimmermann、1993年1月12日 - ）は、ドイツ・デュッセルドルフ出身のサッカー選手。SVダルムシュタット98所属。ポジションはディフェンダー。

## クラブ経歴
2017年7月15日、ボルシア・ドルトムントのリザーブチームであるボルシア・ドルトムント IIからイングランド・チャンピオンシップのノリッジ・シティFCへと2年契約で移籍した。
2022年7月20日、SVダルムシュタット98に3年契約で移籍した。

## タイトル
ノリッジ・シティFC
- EFLチャンピオンシップ : 2018-19, 2020-21